# 블랙 팬서 (애니메이션)
《블랙 팬서》(영어: Black Panther)는 오스트레일리아 ABC3 채널과 미국 BET 채널에서 방영된 TV 애니메이션 시리즈로, 마블 코믹스의 동명의 슈퍼히어로 캐릭터를 주인공으로 하였다. 레지널드 허들린이 자신이 쓴 블랙 팬서 만화의 스토리를 바탕으로 총연출을 맡았다. 주인공 블랙 팬서 역에 자이먼 혼수, 슈리 역에 케리 워싱턴, 클로 역에 스티븐 스탠턴이 성우를 맡았다.

## 출연진

### 주연
- 자이먼 혼수 - 블랙 팬서 / 트찰라
- 스탠 리 - 월리스 장군
- 케리 워싱턴 - 슈리
- 앨프리 우더드 - 돈디 리스, 여왕
- 칼 럼블리 - 샨 삼촌
- 질 스콧 - 스톰
- 스티븐 스탠턴 - 클로

### 조연
- 조너선 애덤스 - 트차카
- J. B. 블랭크 - 블랙 나이트, 메일 카니발, 배트록 더 리퍼
- 데이비드 부시 - 에버렛 K. 로스
- 필 러마 - 트샨
- 피터 루리 - 저거노트
- 필 모리스 - 우카비
- 버네사 마셜 - 피메일 카니발
- 놀런 노스 - 사이클롭스, 나이트크롤러
- 에이드리언 패스더 - 캡틴 아메리카
- 케빈 마이클 리처드슨 - 울버린, 선대 블랙 팬서
- 릭 D. 와서먼 - 라디오액티브맨

## 에피소드 목록
1. "Pilot"
2. "Black Panther"
3. "Revenge of the Evil"
4. "Death of Father"
5. "Black Panther vs. Juggernaut and Black Knight"
6. "To the End"